# حديقة هوت سبرينغس الوطنية
حديقة هوت سبرينغس الوطنية (بالانجليزية: Hot Springs National Park) هي حديقة وطنية أمريكية في وسط مقاطعة جارلاند، أركنساس، بجوار مدينة هوت سبرينغز، مقر المحافظة. ومعناها «حديقة الينابيع الساخنة»، تم إنشائها في البداية بموجب قانون صادر عن الكونغرس الأمريكي في 20 أبريل 1832، ليتم الاحتفاظ بها للاستجمام في المستقبل. تأسست قبل وجود مفهوم الحديقة الوطنية، كانت هذه هي المرة الأولى التي تُخصِص فيها الحكومة الفيدرالية الأرض للحفاظ على استخدامها كمنطقة للترفيه. وكان يُعتقد أن الماء يمتلك خصائص طبية، وكان موضوع أسطورة بين العديد من القبائل الأمريكية الأصلية.
تتدفق الينابيع الساخنة من المنحدر الغربي لجبل هوت سبرينغز، وهو جزء من سلسلة جبال أواتشيتا. لم يتم الحفاظ على الينابيع الساخنة في الحديقة على حالتها غير المتغيرة كظواهر سطحية طبيعية، حيث تمت إدارتها للحفاظ على إنتاج الماء الساخن غير الملوث للاستخدام العام. كما يدار الجبال داخل الحديقة أيضًا للحفاظ على النظام الهيدرولوجي الذي يغذي الينابيع.
تضم الحديقة أجزاء من وسط مدينة هوت سبرينغز، مما يجعلها واحدة من أكثر المنتزهات الوطنية التي يمكن الوصول إليها بسهولة. كما تتضمن الحديقة العديد من مسارات المشي الجبلي لمسافات طويلة ومناطق التخييم، كما ان الاستحمام في مياه الينابيع متاح في مرافق معتمدة بتكلفة إضافية. تم تحديد منطقة باث هاوس راو بالكامل كمنطقة تاريخية وطنية؛ تحتوي على أكبر مجموعة من الحمامات من نوعها في شمال أمريكا.